# 播摩卓士
播摩 卓士（はりま たくし、1960年11月11日 - ）は、TBSテレビ報道局編集主幹。記者、キャスター。

## 来歴
大阪府生まれ。兵庫県立鳴尾高等学校、東京大学経済学部経済学科卒業。専攻は国際経済論。1984年4月、TBS入社以来、報道局で経済全般、日米関係、国際政治などを取材。政経部記者、『筑紫哲也 NEWS23』ディレクター、経済部記者などを経て、1994年からワシントン特派員となる。
1997年に帰国後、『筑紫哲也NEWS23』編集長、経済部長、『イブニング・ファイブ』編集長、JNNワシントン支局長などを歴任。
2000年から2001年にかけて慶應義塾大学に出向、グローバルセキュリティリサーチセンター研究員、オーストラリア国立大学客員研究員。2度にわたるJNNワシントン支局勤務などでアメリカ大統領選の取材も多数、2008年にはブッシュ大統領に単独インタビューした。
2011年に再び帰国し、解説委員となる。2012年4月より『NEWS23X』コメンテーターに着任。2013年4月1日付の人事にて報道局編集主幹に異動。
2023年4月8日の報道「さよなら黒田総裁、残されたツケの大きさ【播摩卓士の経済コラム】」にて、日銀による異次元緩和政策を「壮大な実験だったと、つくづく思います。」と発信報道。。

## 出演

### 現在の出演番組
- サンデーニュース Bizスクエア→Bizスクエア（BS-TBS、2018年10月7日 - ）

### 過去の出演番組
- NEWS23X
- Nスタ
- みのもんたの朝ズバッ!
- ビジネス・クリック（2013年4月9日 - 2014年3月25日）
- 早ズバッ!ナマたまご（2013年10月7日 - 2014年3月28日） - 「ひもとき!エコノミクス」解説役
- 森本毅郎・スタンバイ!（TBSラジオ）
- はやチャン!（2014年3月31日 - 2015年3月27日） - 「ひもとき!エコノミクス」解説役
- 週刊報道 Bizストリート（BS-TBS、2015年4月4日 - 2018年9月22日）